# Jordberga slott
Jordberga slott är ett slott nära Källstorp i Källstorps socken i Trelleborgs kommun i Skåne.
Jordberga har en slottspark i engelsk stil från mitten av 1800-talet. Huvudbyggnaden är i barockstil. På godsets område ligger resterna av det nedlagda Jordberga sockerbruk. Stora delar av sockerfabrikens byggnader revs 2009–2010.

## Historia
Jordberga omtalas redan 1355. Även adelssläkten Gagge har ägt slottet. Vid Skånes övergång till Sverige tillhörde det den mäktige Iver Tagesen Krabbe som räknades som Skånes mest inflytelserike man och som var mycket populär bland det vanliga folket. Iver Krabbe var gift med Karen Marsvin och hade nio barn, bland dem baron Jörgen Krabbe som till stor del växte upp på Jordberga. Sedan gården under kriget 1644 bränts ned av svenskarna, uppförde Krabbe boningshuset på nytt.
Jordberga köptes 1811 av landshövding Eric von Nolcken (1763–1834), och ärvdes av hans son Carl Adam von Nolcken (1811–1857). Han lät Carl Georg Brunius bygga om slottet i götisk stil. Därefter tillhörde Jordberga Carl Adams dotter Clara Amalia von Nolcken (1851–1938), gift med ryttmästaren Carl Gustaf Stjernswärd (1844–1896) som byggde om slottet i jugendbarockstil. Deras son Gustav Jonas Stjernswärd (1882–1939) gift med Wanda Marie Curtois Grön (1887–1970) tog sedan över. Deras dotter Clara Charlotte Wanda Maria Stjernswärd (1928–2012) gift med Hans-Göran Reinhold Balthasar von Arnold-Grön (1921–2004) tog över Jordberga 1950.
Slottet ägs numera av deras son Otto von Arnold.
I slottsparken finns en runsten från vikingatiden, Källstorpstenen.
Filmklassikern Sommarnattens leende från 1955 av Ingmar Bergman är delvis inspelad på slottet.